# Eupithecia digitaliaria
Eupithecia digitaliaria är en fjärilsart som beskrevs av Karl Dietze 1872. Eupithecia digitaliaria ingår i släktet Eupithecia och familjen mätare. Inga underarter finns listade i Catalogue of Life.